# Lowlands 2025
Lowlands 2025 is de 31e editie van het Nederlandse muziek- en cultuurfestival Lowlands, voluit A Campingflight to Lowlands Paradise.

## Geschiedenis
Lowlands 2025 vindt plaats op 15, 16 en 17 augustus in Biddinghuizen. Het is de 31e editie van dit festival. De data werden na de laatste dag van de 2024 editie bekendgemaakt door de organisatie.